# Jaime Collyer
Jaime Collyer Canales (Santiago, 1 de enero de 1955) es un escritor chileno, protagonista de la llamada nueva narrativa de los años 1990.

## Biografía
Sus primeros pasos en la escritura de cuentos los dio cuando estaba en el colegio. Como él mismo relata, su profesora de castellano hizo un taller literario. "Nos daban un pie forzado, un tema, y nosotros teníamos que escribir una historia y luego leerla frente a la clase. Esos fueron los primeros cuentos que hice, muy ingenuos, muy infantiles. Pero el resultado fue muy gratificante", recuerda. En la universidad, paralelamente a sus estudios, ingresó en un taller literario en la Técnica y después de tres años, se dio cuenta "de que lo único que quería hacer era escribir". "Empecé a concursar en distintos lados y me gané unos premios y así, de ahí para adelante, seguí sin parar".
Se tituló de psicólogo en la Universidad de Chile en diciembre de 1980, y en septiembre del año siguiente se fue a Madrid, ciudad donde residió hasta 1990. Allí hizo diplomados en Relaciones Internacionales y Ciencias Políticas y obtuvo una maestría en Sociología del Desarrollo. A la par, se dedicó a traducir del inglés, publicó sus primeras narraciones y obtuvo varios galardones literarios. También en España se aficionó por los toros, y en su casa de Ñuñoa tiene al menos dos cuadros de corridas.
La primera obra que fue publicó fue la novela infantil Hacia el Nuevo Mundo, en coautoría con Patricia Fernández (1986); el mismo año lanzó, ya exclusivamente de su pluma, la novela breve Los años perdidos y en 1989 sale El inflitrado, novela que más tarde ganaría un premio internacional.
En 1992, publica en Chile el volumen de cuentos Gente al acecho (Planeta), el cual lo consagra en las preferencias del público y la crítica especializada, haciéndose acreedor a los premios Municipal de Santiago y del Consejo Nacional del Libro. Este éxito lo repetirá con los relatos recogidos en La bestia en casa (Alfaguara, 1998). 
Cien pájaros volando, novela destacada por la revista española Clarín como la mejor del año en el ámbito peninsular, sale en 1995. Habrá que esperar siete años para su próxima publicación: El habitante del cielo (Seix-Barral), con la que gana el Premio Altazor. En 2005 sale La voz del amo, relatos con los que obtiene nuevamente el Municipal. La novela La fidelidad presunta de las partes aparece cuatro años después.

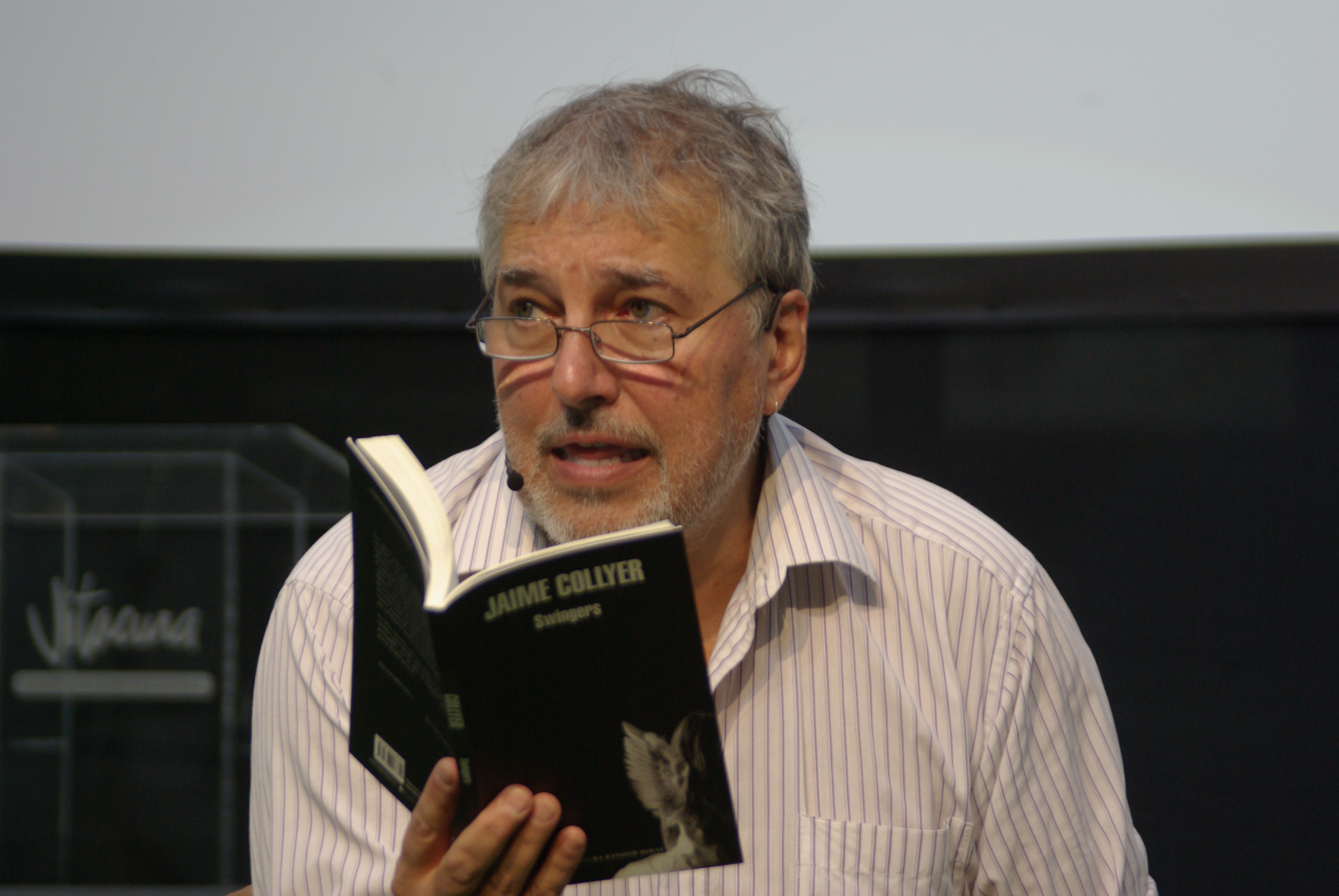
Collyer lee un cuento de su libro Swingers

El escritor ha incursionado en el teatro: tradujo y adaptó Otelo de Shakespeare, versión estrenada por el Teatro de la Universidad Católica en 2004. Además, El habitante del cielo ha sido puesta en escena en dos adaptaciones con el título de Nagy, el habitante del cielo: una, de la compañía de teatro móvil de la Universidad Católica, bajo la dirección de Claudia Echenique, y otra, del director Alberto Olguín (Universidad de Antofagasta).
Collyer ha sido editor de Planeta Chile, colaboró con la revista Apsi, con el diario La Época y otras publicaciones. Ha desarrollado una activa labor docente en la Escuela de Literatura Creativa de la Universidad Diego Portales y en el Departamento de Historia y Geografía de la Universidad Metropolitana de Ciencias de la Educación. 
Traducido al inglés y otros idiomas, el New York Times lo ha calificado como "un narrador nato" y un cuentista de excepción.

## Obras

### Novela
- Hacia el Nuevo Mundo, libro infantil, escrito en coautoría con Patricia Fernández Bieberach; Andrés Bello, Santiago, 1986
- Los años perdidos, novela breve; Almarabu, Madrid, 1986
- El infiltrado, Mondadori, Madrid, 1989
- Cien pájaros volando, Seix Barral, Barcelona / Planeta, Santiago de Chile, 1995
- El habitante del cielo, Seix Barral, Barcelona, 2002
- La fidelidad presunta de las partes, Random House Mondadori, 2009
- Fulgor, Random House Mondadori, 2011
- Gente en las sombras, LOM, 2020

### Cuento

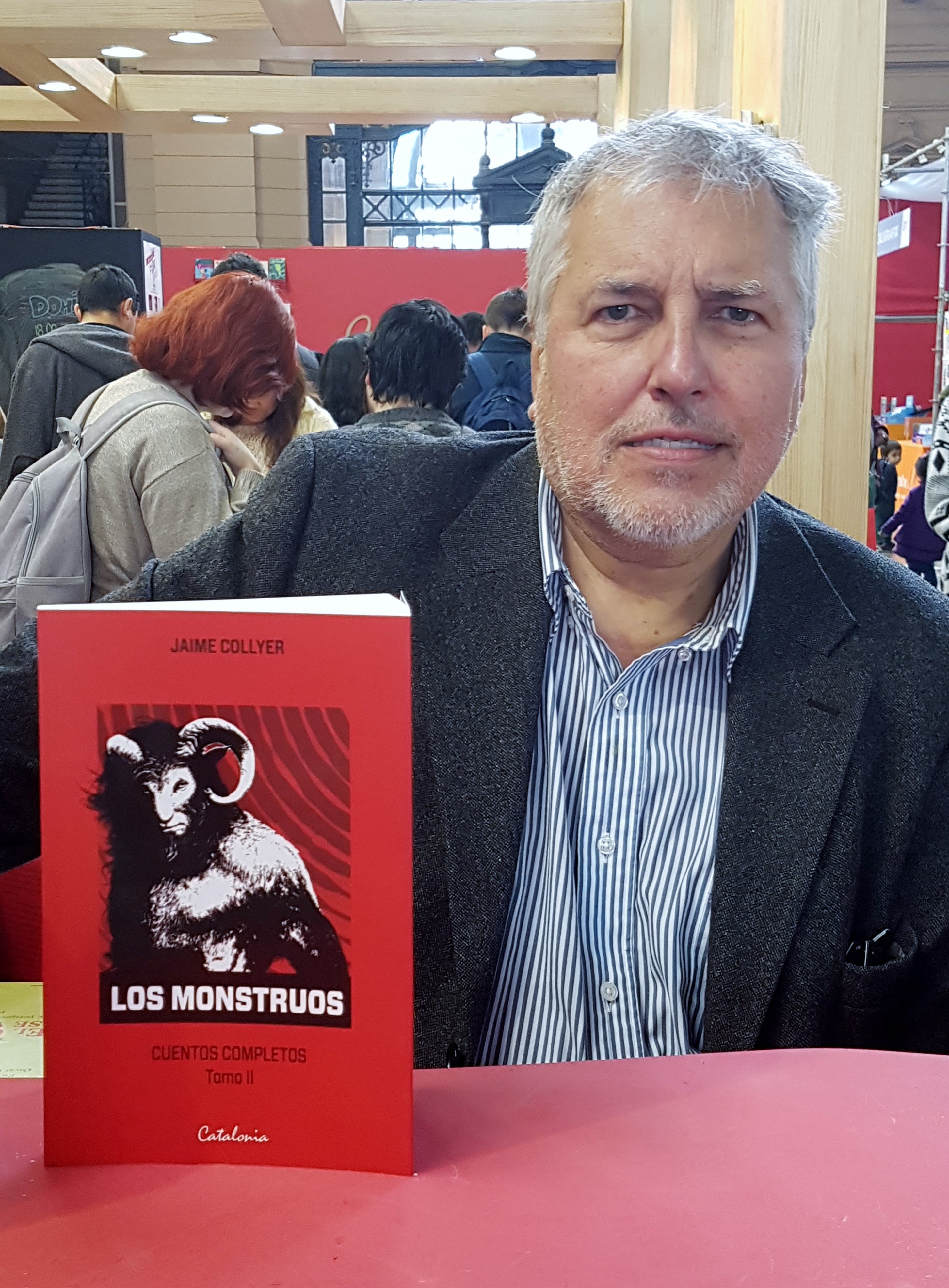
Collyer con su libro Los monstruos

- Gente al acecho, 16 relatos; Planeta, Santiago de Chile, 1992
- La bestia en casa, 12 relatos; Alfaguara, 1998
- Cuentos privados, selección de 8 relatos, hecha y prologada por el propio autor; Sudamericana, Santiago, 2002
- La voz del amo, 16 textos; Seix Barral, Santiago, 2005
- Swinngers, 14 relatos; Penguin Random House, 2004
- Los héroes. Cuentos completos. Tomo I, Catalonia, Santiago, 2016
- Los monstruos. Cuentos completos. Tomo II, Catalonia, Santiago, 2017

### Otros
- Pecar como Dios manda. Historia sexual de los chilenos - Desde los orígenes hasta la Colonia, Catalonia, Santiago, 2010
- Chile con pecado concebido. Historia sexual de los chilenos, con la colaboración de Federico Andahazi; Catalonia, Santiago, 2014
- Todos somos cucarachas, antología de artículos y ensayos literarios, Tríada Ediciones, Santiago, 2016

## Premios y reconocimientos
- Premio de los Juegos Literarios Gabriela Mistral 1979
- Premio del Concurso de Cuentos de la Municipalidad de Valdivia 1980
- Premio Jauja de Cuentos 1985 (Valladolid)
- Premio de narraciones eróticas concedido por la revista Playboy España en 1985
- Premio Municipal de Literatura de Santiago 1993 por Gente al acecho
- Premio Mejores Obras Literarias Publicadas 1993 por Gente al acecho (Consejo Nacional del Libro y la Lectura)
- Premio Municipal de Literatura de Santiago 1999 por La bestia en casa
- Premio del Consejo Nacional del Libro 1999 por La bestia en casa
- Premio Grinzane Cavour 2001 por El infiltrado
- Premio Altazor 2003 por El habitante del cielo
- Premio Municipal de Literatura de Santiago 2006 por La voz del amo
- Finalista del Premio Altazor 2010 con La fidelidad presunta de las partes
- Finalista del Premio Altazor 2012 con Fulgor
- Premio Academia 2015 a la mejor obra publicada en Chile en 2014 por Swingers (Academia Chilena de la Lengua)[6]